# Nichols (hrabstwo Tioga)
Nichols – wieś w Stanach Zjednoczonych, w stanie Nowy Jork, w hrabstwie Tioga.